# Вътрешна западнокрайска революционна организация
Вътрешната западнокрайска революционна организация известна и като „Въ̀ртоп“, съкратено ВЗРО, е българска националноосвободителна организация в Западните покрайнини, Източна Сърбия. Организацията съществува в периода 1924 – 1934 години, т.е. между деветоюнския и деветнадесетомайския преврат в България.

## Причини за възникване и по-значими актове
ВЗРО е основана в отговор на терора на който е подложено българското население в Западните покрайнини след окупацията им на 8 ноември 1920 година от сръбската армия. Организацията е въплъщение на идеята за национално освобождение чрез въоръжена борба за възвръщане на тези изцяло български територии към Царство България.
Когато репресиите на югославските (сръбските) власти срещу мирното българско население в Западните покрайнини достигат застрашителни размери, членовете на организацията пристъпват в отговор на гнета към провеждане на серия от атентати, политически убийства и диверсии на територията на Западните покрайнини, Поморавието – Враня, Ниш, Пирот, Цариброд, включително и в столицата Белград.
Начинът на извършването на атентатите показва, че те нямат за цел отнемането на човешки животи и тероризиране на мирното население.
По същността си тези актове са защитна реакция срещу сърбошовинистичната политика на властите в страната, провеждащи принудителна сърбизация на българите в тези насилствено откъснати от царството български земи. Същевременно атентатите са зрелищни, като основната им цел е привличане на вниманието на световното обществено мнение към тежкото и обезправено положение на българите в кралството на сърби, хървати и словенци, впоследствие Кралство Югославия.

## Въртоп в Западните покрайнини
Географското название Западни покрайнини възниква като последица от Ньойския договор. По силата на клаузи от договора се откъсват части от Кулско, Царибродско, Трънско и Босилеградско, които са придадени към новоучреденото Кралство на сърби, хървати и словенци. След сръбската окупация са закрити 1 гимназия, 6 прогимназии и 116 основни училища.
Като следствие от това на 16 декември 1928 година е учредена ВЗРО „Въртоп“. Още преди тази дата съществува организация противостояща на насилствено провежданата политика на сърбизация в тези изцяло български краища. През 1926 година активността на четите на тази вътрешна организация в Западните покрайнини се разширява извънредно много.
В помощ на освободителното движение започва да излиза и вестник от началото на 1926 година.

## Печатни органи, сътрудници, дейци, акции
Вестниците „Западно ехо“ и „Въртоп“ вършат полезна дейност, като вадят на показ имената на предателите от покрайнините – сътрудници на сръбските власти.
Сред сътрудниците на западнокрайската организация изпъкват имената на Емануил Попдимитров и Стилиян Чилингиров.
Видни нейни дейци са Нацко Илиев, Асен Николов, Захари Янакиев – зверски пребит и обесен в Белград, Райко Рангелов, Виден Георев от село Кострошовци, Трънско.

ВЗРО „Въртоп“ организира редица атентати, най-вече във влакове, като противодействие на сръбските репресии срещу мирното българско население в тези насилствено откъснати от царството български земи. Най-известни са атентатите на Нишката и Белградката гара. През 30-те години на 20 век ВЗРО „Въртоп“ придприема няколко съвместни акции с ВМРО, които са успешно осъществени. Сред извършителите са Асен Северинкин; Нацко Илиев от село Радейна, Царибродско; Иван Гьошев, бивш директор на Царибродската гимназия; Евтим Полски; Георги Спанчевски; Андрейчо Манов; Милан Филипов; Добри Иванов; Захари Янакиев от село Долна Лисина, Босилеградско. На 26 януари 1932 година Захари Янакиев е обесен. Последните му думи са: 
| „ | Вие ще умъртвите тялото, което е от земя, но ония борци, които ще дойдат след мен, ще отмъстят." Под бесилото Янакиев извиква: "Да живее България, прощавай роден край, за теб умирам ! | “ |

На 30 май 1932 година в Белград избухват няколко адски машини, като една от тях е взривена недалеч от кралския дворец. Следват нови атентати сред които се отличава бомбения атентат във Военния клуб в Белград на 30 септември 1932 година, извършен от Любомир Янакиев от Трънска Клисура. На 21 септември 1932 година избухва бомба във влака, пътуващ между Белград и Ниш без да причини големи материални щети. Тези действия, които са отговор на сръбските репресии срещу мирното българско население, разтревожват извънредно много управляващите в Белград.
В средата на септември 1932 година се завързва сражение на една българска чета от Западните покрайнини с полк на сръбската армия. Сражения се водят във Влашка планина при Дрянови глава и в Гребен планина. В помощ на сръбската армия е вдигнато българското население от областта Дерекул, както и от селата Звонци, Одоровци, Ясенов дел, Драговита и Поганово. То е принудено да върви пред сръбските части – като параван на „храбрите войски на крал Александър“. Атентатите и сраженията през 1932 година са своеобразен връх в борбата на освободителната организация срещу сръбските денационализатори – в защита на българите от Западните покрайнини.

## Разтуряне на ВЗРО
През 1934 година заедно с ВМРО е забранена и ВЗРО.
Дошлите с преврат на власт в България деветнадесетомайци от политическия кръг „Звено“ започват да провеждат сърбофилска политика. Повечето от изявените членове на ВЗРО са изпратени в лагери.